# إم كي في تول نكس
إم كي في تول نكس (بالإنجليزية: MKVToolNix) مجموعة من الأدوات لتنسيق حاوية وسائط ماتروسكا بواسطة موريتز بونكوس بما في ذلك إم كي في ميرج. تتوفر مكتبات وأدوات ماتروسكا المجانية والمفتوحة المصدر لمنصات مختلفة بما في ذلك توزيعات لينكس و بي إس دي و ماك أو إس ومايكروسوفت ويندوز. ويمكن أيضًا تنزيل الأدوات من موزعي برامج الفيديو ومستودعات البرمجيات الحرة والمفتوحة المصدر.